# Hanna Krabbe
Hanna Elise Krabbe (Bentheim, Baixa Saxònia, 24 d'octubre de 1945) és una activista política alemanya, exmilitant de la segona generació de la Fracció de l'Exèrcit Roig (RAF). Per la seva participació en la presa d'ostatges de l'ambaixada de l'Alemanya Occidental a Estocolm la primavera de 1975, va ser condemnada a presó perpètua per doble assassinat i indultada el 1996.

## Trajectòria
Krabbe va créixer a la petita ciutat de Bentheim (des de 1979 anomenada Bad Bentheim), en el que van ser els primers anys de la Zona d'ocupació britànica després de la dissolució del Tercer Reich. Tanmateix, va cursar els estudis de secundària al Gymnasium de Nordhorn. El seu pare va ser un ric fabricant tèxtil i, juntament amb la seva mare, partidaris confessos de l'Alemanya nazi, en la qual van militar a les Joventuts Hitlerianes i la Lliga Nacionalsocialista de Dones.
En l'àmbit universitari, va començar els estudis de psicologia i el professorat la considerava una «estudiant treballadora, ambiciosa i intel·ligent per sobre de la mitjana». Durant aquest temps, es va convertir en membre del Col·lectiu de Pacients Socialistes (SPK), organització que volia crear una societat sense classes en la lluita contra la «classe dels metges» i no descartava l'ús de la violència per aconseguir els fins. Quan l'SPK es va dissoldre després de 17 mesos, es va unir a la Fracció de l'Exèrcit Roig tal com van fer diversos altres companys. Més tard, la seva germana petita, Friederike Krabbe, amb qui va compartir apartament al carrer Lichtensteinstrasse núm. 2 de Frankfurt del Main, també va tenir contacte amb la RAF.
El 24 d'abril de 1975, Hanna Krabbe va formar part de l'«escamot Holger Meins» de la RAF, que va participar en la presa d'ostatges de l'ambaixada de l'Alemanya Occidental a Estocolm. L'atac i ocupació de l'ambaixada alemanya va tenir per objectiu l'alliberament de 26 activistes armats de la RAF i del Moviment 2 de Juny, entre d'altres. Durant l'acció armada, l'agregat militar Andreas von Mirbach i l'agregat econòmic Heinz Hillegaart van ser assassinats. La policia sueca va assaltar l'ambaixada després que de sentir la detonació d'una de les càrregues explosives dels segrestadors.
Krabbe va ser arrestada i responsabilitzada del doble assassinat. El 20 de juliol de 1977 va ser condemnada a presó perpètua pel Tribunal Regional Superior de Düsseldorf. Si bé no es va aconseguir, durant la tardor de 1977, el seu alliberament i trasllat al país que desitgés va ser una de les peticions realitzades per l'«escamot Siegfried Hausner» de la RAF durant el segrest de l'empresari i exoficial nazi Hanns Martin Schleyer. En via judicial, l'1 de març de 1978, la 3a Sala Penal del Tribunal Federal de Justícia d'Alemanya va desestimar per infundats el recurs interposat per la defensa contra la sentència condemnatòria. Entre el 27 de juliol i el 3 d'agost de 1994 va realitzar una vaga de fam, juntament amb els altres presos de la RAF Irmgard Möller, Manuela Happe, Eva Haule, Sieglinde Hofmann, Christian Klar, Christine Kuby, Helmut Pohl, Heidi Schulz, Birgit Hogefeld, Rolf Heissler, Brigitte Mohnhaupt i Rolf Clemens Wagner, amb la demanda d'alliberament immediat d'Irmgard Moller, que feia 22 anys que estava empresonada. Després de dues dècades, el 1996, va ser indultada i, el 10 de maig d'aquell any, posada en llibertat des de la presó de Lübeck-Lauerhof on complia la pena.